# Richard Pryor: Live in Concert
Richard Pryor: Live in Concert è un film di stand-up comedy del 1979 diretto da Jeff Margolis, con protagonista Richard Pryor.

## Descrizione
Lo spettacolo di cabaret di Richard Pryor prende in esame un ampio ventaglio di argomenti e tematiche, inclusi razzismo, polizia, droghe, pugilato, animali domestici e selvatici, caccia, natura e il suo bersaglio preferito: se stesso. In uno dei passaggi più celebri, ironizza sulla spinosa questione della brutalità della polizia nei confronti degli afroamericani:
(Richard Pryor: Live in Concert, Richard Pryor)

## Produzione
Lo spettacolo venne filmato il 10 dicembre 1978 presso il Terrace Theatre a Long Beach, California. Fu prodotto e distribuito in maniera indipendente, e fu il primo lungometraggio di sola stand-up comedy. Il doppio album Wanted: Live in Concert venne registrato in altre date della tournée.

## Riconoscimenti
| Candidato/i   | Premio                           | Categoria | Risultato   | Note  |
| ------------- | -------------------------------- | --- | ----------- | ----- |
| Richard Pryor | National Society of Film Critics | Best Actor (5º posto) (a parimerito con Klaus Kinski per Nosferatu il vampiro e Roy Scheider per All That Jazz) | Candidato/a | [ 4 ] |

## Accoglienza e lascito
Nella sua recensione di Richard Pryor Live in Concert, Pauline Kael commentò: "Probabilmente il più grande di tutti gli spettacoli comici mai registrati. Pryor aveva personaggi e voci che uscivano da lui [...] Guardando questo comico fisico misteriosamente originale non puoi spiegare il suo dono e tutto ciò che fa sembra essere per la prima volta". Eddie Murphy lo ha definito "la più grande esibizione di stand-up comedy mai catturata su pellicola".
Nel 2021 il film è stato selezionato per la preservazione nel National Film Registry della Biblioteca del Congresso degli Stati Uniti d'America per le sue qualità "culturali, storiche, o estetiche".